# Марьяновская сельская община
Марьяновская сельская община (укр. Мар'янівська сільська громада) — территориальная община в Новоукраинском районе Кировоградской области Украины.
Административный центр — село Великая Виска.
Население составляет 5270 человек. Площадь — 305 км².
Община создана 12 июня 2020 года, путём объединения территорий Великовисковского, Марьяновского и Оникеевского сельских советов Маловисковского района, а также Веселовского сельсовета Новомиргородского района.

## Населённые пункты
В состав общины входит 15 сёл:
- Великая Виска
- Веселовский старостинский округ:
  - Арсеневка
  - Веселовка
- Марьяновский старостинский округ:
  - Алексеевка
  - Вись
  - Заречье
  - Ковалёвка
  - Марьяновка
  - Матусовка
  - Павловка
- Оникеевский старостинский округ:
  - Новокрасное
  - Новомихайловка
  - Новооникеево
  - Оникеево
  - Пасечное